# Warminster (stacja kolejowa)
Warminster – stacja kolejowa w mieście Warminster w hrabstwie Wiltshire na linii kolejowej Wessex Main Line. Na stacji nie zatrzymują się pociągi pośpieszne.

## Ruch pasażerski
Ze stacji korzysta ok. 304 000 pasażerów rocznie (dane za rok 2007). Posiada bezpośrednie połączenia z Bristolem, Bath Spa, Southampton i Salisbury. Pociągi odjeżdżają ze stacji na każdej z linii w odstępach co najwyżej godzinnych w każdą stronę. 

## Obsługa pasażerów
Automat biletowy, kasa biletowa, przystanek autobusowy. Stacja dysponuje parkingiem samochodowym na 60 miejsc.